# Margarinotus koenigi
Margarinotus koenigi är en skalbaggsart som först beskrevs av Schmidt 1888.  Margarinotus koenigi ingår i släktet Margarinotus och familjen stumpbaggar. Inga underarter finns listade i Catalogue of Life.